# Epistenia schmidti
Epistenia schmidti is een vliesvleugelig insect uit de familie Pteromalidae. De wetenschappelijke naam is voor het eerst geldig gepubliceerd in 1927 door Brèthes.